# Beregszászi Olga
Beregszászi Olga (Beregszász, 1950. január 3. –) magyar színésznő. Bencsik András volt felesége, Bencsik Dávid édesanyja. 2003-ban indította útjára hazánk egyik legjelentősebb Kárpát-medencei karitatív programját, a Budapesten megrendezett 100 perc 100 emberért elnevezésű gálát. Az eseményen keresztül, melynek fővédnökségét államfőink és azok feleségei vállalják évről évre, az adventi várakozás idején, a szeretet jegyében ajándékoz meg legalább száz rászoruló kárpátaljai családot és számos intézményt a szülővárosa nevét viselő Beregszászi Olga. A Magyarországon élő színművésznő ebből adódóan a rendezvénynek is a 100 perc 100 emberért címet adta. Karitatív munkásságáért 2017-ben a Magyar Érdemrend lovagkeresztjét vehette át.

## Életrajza
1950. január 3-án született a kárpátaljai Beregszászon, magyar édesapa és szláv édesanya gyermekeként. Zenei tanulmányait Ungváron végezte, ezután 1974-ben Moszkvában, a Lunacsarszkij Színművészeti Főiskolán fejezte be tanulmányait, majd a Madách Színházhoz szerződött. 1975-től a kaposvári Csiky Gergely Színház, 1982-től pedig a Budapesti Gyermekszínház tagja lett. A színházi évek után 1986-tól önállósult és zenés irodalmi, illetve sanzonesteket, egész estés önálló koncerteket állított össze. Első saját lemeze Varázskör címmel jelent meg.

## Főbb szerepei
- Fedóra (Kálmán Imre: A cirkuszhercegnő)
- Május (Marsak: A bűvös erdő)

## Díjai
- Népfőiskola alapítvány nagydíja (1995)
- Politikai Elítéltek Közössége Érdemkereszt Zöld Szalagon (1997)
- Honvédelemért Kitüntető Kereszt Nemzeti Szalagon (2001)
- Pongrácz Gergely Ezüstmedál Nemzeti Szalagon (2002)
- Jeruzsálemi Szent Lázár Katonai és Kórházi Lovagrend Archiválva 2013. január 28-i dátummal a Wayback Machine-ben, CLS Commander (2005)
- Politikai Elítéltek Közössége Tiszteletbeli Tagsága (2006)
- Beregszász díszpolgára (2007)
- Béres Ferenc Díj (2008)
- Vitézi Rend (2009), vitézzé avatás
- Budajenő díszpolgára (2013)
- A Magyar Érdemrend lovagkeresztje (2017)[2]